# گامالاما
گامالاما یا قلهٔ ترنت، آتشفشانی تقریباً مخروطی‌شکل به ارتفاع ۱۷۱۵ متر است که تمامی جزیرهٔ ترنت در ساحل غربی هالماهرا را در برمی‌گیرد. جزیرهٔ ترنت برای قرن‌های متمادی یکی از مراکز مهم منطقه‌ای تجارت ادویه برای هلندی‌ها و پرتغالی‌ها بود و آنان تاریخچهٔ دقیقی از فعالیت‌های آتشفشانی گامالاما در این دوران را به‌ثبت رسانده‌اند. سه مخروط که هرچه به سمت شمال می‌روند از سنشان کاسته می‌شود قلهٔ گامالاما را تشکیل می‌دهند. چندین دهانهٔ آتشفشانی گسترده و منفذهایی، شکافی آتشفشانی را به موازات قوس جزیره هالماهرا تشکیل می‌دهند که گامالاما را به دو بخش تقسیم می‌کند.
گامالاما یکی از فعالترین آتشفشان‌های اندونزی است و فوران‌های مکرر آن از سدهٔ شانزدهم تا کنون به‌ثبت رسیده است. این فوران‌ها معمولاً از دهانه‌های واقع در قلهٔ کوه صورت می‌پذیرد با این‌حال، گزارش‌هایی نیز از فوران گامالاما از کناره‌هایش در سال‌های ۱۷۶۳، ۱۷۷۰، ۱۷۷۵ و ۱۹۶۲-۳ وجود دارد. آخرین فوران گامالاما در سال ۲۰۰۳ بوده است.